# День переезда (Квебек)

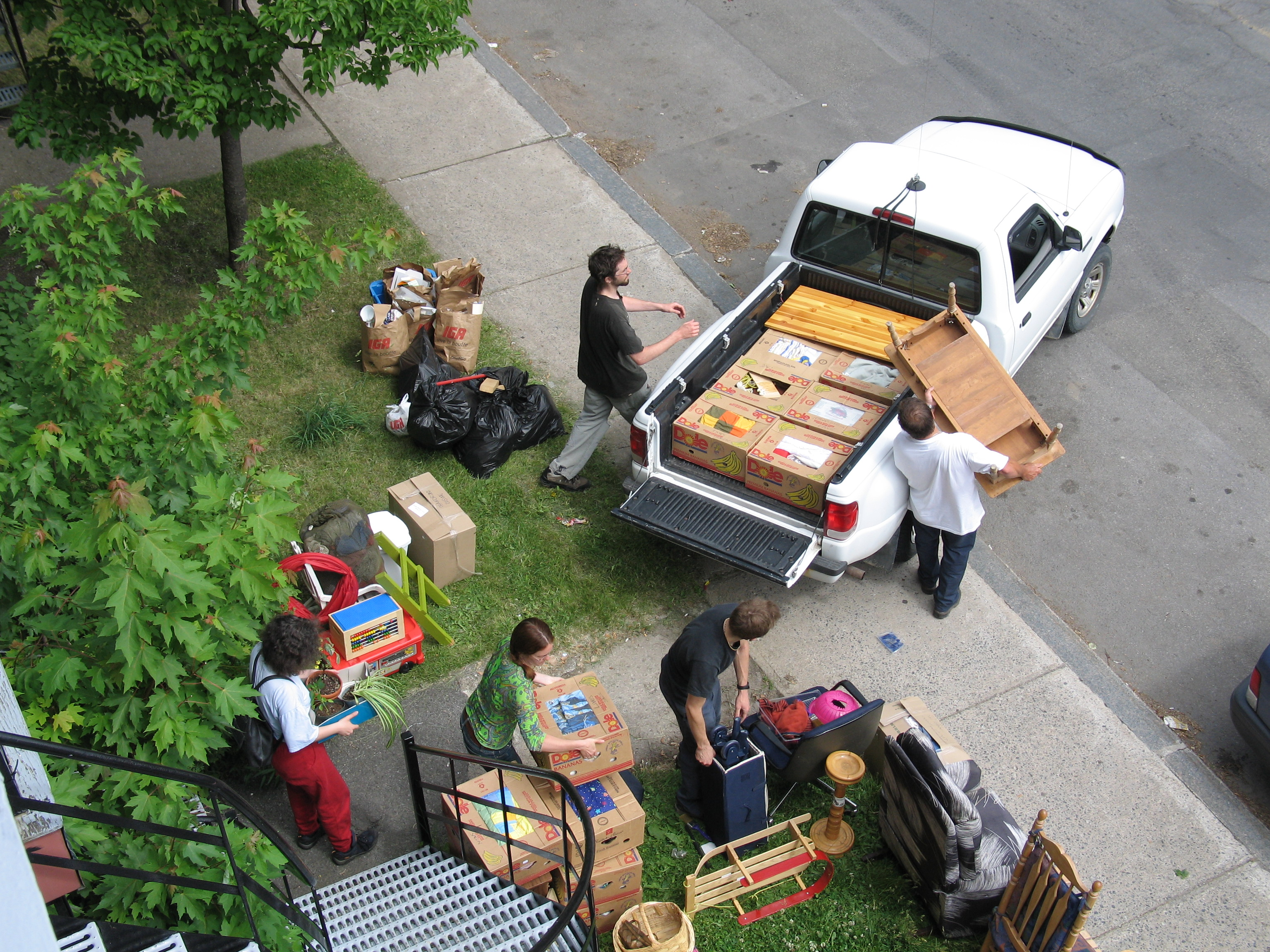
Типичная сцена переезда 1 июля. Город Квебек, район Лимуалу, 1 июля 2007 г.

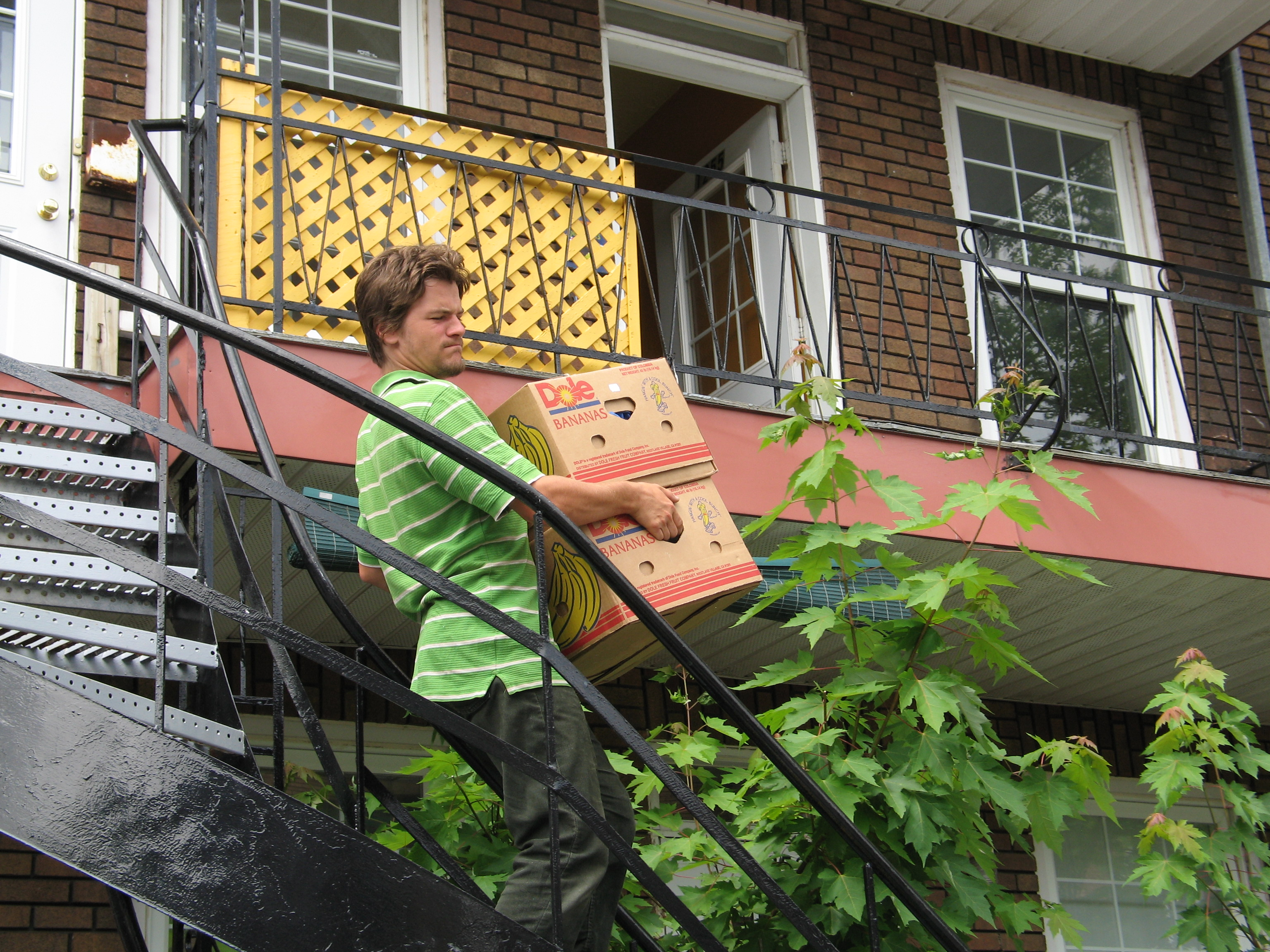
Узкие изогнутые лестницы — типичная проблема при переезде.

День переезда, или День смены жилья, (фр. Fête du déménagement) — традиция (но не требование закона), существующая в Квебеке, а фактически — во многих крупных городах Канады, связанная с окончанием договоров аренды жилья и заключением новых договоров. Приходится на День Канады — 1 июля (в Квебеке этот праздник, как правило, игнорируется, поэтому дата 1 июля известна именно как День переезда).

## История
Традиция возникла как мера социальной защиты французского колониального правительства Новой Франции, которое запретило помещикам Новой Франции прекращать договоры аренды с фермерами до начала таяния зимнего снега. Историк Ив Делож указывает, что в XVIII веке существовала распространённая практика смены арендуемых участков весной, ссылаясь на постановление Интенданта Новой Франции Франсуа Биго.
Позднее этот обычай, связанный с арендой, перерос в законодательное требование о том, чтобы срок аренды городских квартир начинался 1 мая и заканчивался 30 апреля. Это требование было включено в Гражданский кодекс Нижней Канады 1866 г. Таким образом, 1 мая стал Днём переезда, когда арендаторы должны были покинуть ранее арендуемое жилое помещение.
В 1973 г. правительство Квебека приняло решение перенести День переезда на лето, чтобы студентам не приходилось переезжать до завершения учебного года. Принятый закон отменил действовавшие по 1974 г. разделы Гражданского кодекса Квебека, устанавливавшие фиксированные сроки аренды, но установил в качестве переходной меры удлинение заключённых на следующий год договоров аренды на два месяца. Несмотря на отмену ограничений, традиция сохранилась, и до настоящего времени договоры аренды заключаются на срок в 1 год и начинаются обычно 1 июля. В 2004 г. около 120000 семей переехали около 1 июля, что составляет 4 % населения.

## Характеристика
В День переезда перевозочные компании обычно перегружены заказами, и люди обычно заказывают услуги по перевозке вещей заблаговременно, нередко за полгода. В период около 1 июля грузоперевозочные компании работают круглосуточно, а стоимость перевозок возрастает в 2-3 раза по сравнению с другими днями. В последние годы, в связи с нехваткой грузовиков, монреальские предприниматели стали предлагать «экологические» услуги перевозки с использованием грузовиков на велосипедной тяге.
В Монреале, где по состоянию на 2002 г. только 36 % жителей имели собственное жильё, День переезда связан с особенно высокой активностью. На начало июля в городах резко повышается выброс мусора.